# Lancer du poids masculin aux Jeux olympiques d'été de 2024
Pour des articles plus généraux, voir Athlétisme aux Jeux olympiques d'été de 2024 et Lancer du poids aux Jeux olympiques.
Navigation
Tokyo 2020 Los Angeles 2028
L'épreuve du lancer du poids masculin aux Jeux olympiques de 2024 se déroule les 2 et 3 août 2024 au Stade de France au nord de Paris, en France.

## Records
Avant cette compétition, les records dans cette discipline étaient les suivants :
| Record du monde  | Ryan Crouser (USA) | 23,37 m | Eugene | 18 juin 2021 |
| Record olympique | Ryan Crouser (USA) | 23,30 m | Tokyo  | 5 août 2021  |

## Programme
| Date            | Horaire | Manche         |
| --------------- | ------- | -------------- |
| Vendredi 2 août | 17 h 40 | Qualifications |
| Samedi 3 août   | 19 h 00 | Finale         |

## Résultats
Légende
- o : essai réussi
- x : essai manqué
- - : impasse

### Finale
A l'issue des 3 essais, les huit meilleurs lanceurs bénéficient de 3 essais supplémentaires.
| Rang                                | Athlète               | Pays             | Essais  | Essais  | Essais  | Essais  | Essais  | Essais  | Marque  | Notes |
| Rang                                | Athlète               | Pays             | 1       | 2       | 3       | 4       | 5       | 6       | Marque  | Notes |
| ----------------------------------- | --------------------- | ---------------- | ------- | ------- | ------- | ------- | ------- | ------- | ------- | ----- |
| Médaille d'or, Jeux olympiques      | Ryan Crouser          | États-Unis       | 22,64 m | 22,69 m | 22,90 m | x       | x       | -       | 22,90 m | SB    |
| Médaille d'argent, Jeux olympiques  | Joe Kovacs            | États-Unis       | 21,69 m | x       | 21,71 m | x       | x       | 22,15 m | 22,15 m |       |
| Médaille de bronze, Jeux olympiques | Rajindra Campbell     | Jamaïque         | 20,00 m | 22,15 m | x       | x       | x       | x       | 22,15 m |       |
| 4                                   | Payton Otterdahl      | États-Unis       | 21,39 m | 21,98 m | 22,01 m | x       | x       | 22,03 m | 22,03 m |       |
| 5                                   | Leonardo Fabbri       | Italie           | x       | 20,96 m | x       | 21,70 m | x       | x       | 21,70 m |       |
| 6                                   | Chukwuebuka Enekwechi | Nigeria          | 20,58 m | 21,42 m | 21,01 m | x       | x       | x       | 21,42 m |       |
| 7                                   | Jacko Gill            | Nouvelle-Zélande | x       | 20,81 m | 21,15 m | x       | 19,23 m | 20,47 m | 21,15 m |       |
| 8                                   | Uziel Muñoz           | Mexique          | 20,68 m | 20,88 m | 20,80 m | x       | 20,29 m | x       | 20,88 m |       |
| 9                                   | Marcus Thomsen        | Norvège          | x       | 20,58 m | 20,67 m | NC      | NC      | NC      | 20,67 m |       |
| 10                                  | Tomáš Staněk          | Tchéquie         | 20,31 m | 20,37 m | x       | NC      | NC      | NC      | 20,37 m |       |
| 11                                  | Zane Weir             | Italie           | x       | 20,24 m | x       | NC      | NC      | NC      | 20,24 m |       |
|                                     | Tomas Walsh           | Nouvelle-Zélande | x       | x       | x       | NC      | NC      | NC      | -       | NM    |

### Qualifications
Les 12 meilleurs lanceurs se qualifient pour la finale.
| Rang | Groupe | Athlète                 | Pays               | Essais  | Essais  | Essais  | Marque  | Notes |
| Rang | Groupe | Athlète                 | Pays               | 1       | 2       | 3       | Marque  | Notes |
| ---- | ------ | ----------------------- | ------------------ | ------- | ------- | ------- | ------- | ----- |
| 1    | A      | Leonardo Fabbri         | Italie             | 20,44 m | —       | 21,76 m | 21,76 m | Q     |
| 2    | A      | Tomáš Staněk            | Tchéquie           | 21,61 m | —       | —       | 21,61 m | Q SB  |
| 3    | B      | Payton Otterdahl        | États-Unis         | 21,52 m | —       | —       | 21,52 m | Q     |
| 4    | A      | Ryan Crouser            | États-Unis         | 21,49 m | —       | —       | 21,49 m | Q     |
| 5    | B      | Tomas Walsh             | Nouvelle-Zélande   | 20,65 m | 21,48 m | —       | 21,48 m | Q     |
| 6    | A      | Jacko Gill              | Nouvelle-Zélande   | 21,14 m | 21,35 m | —       | 21,35 m | Q     |
| 7    | B      | Joe Kovacs              | États-Unis         | 20,65 m | 21,06 m | 21,24 m | 21,24 m | q     |
| 8    | B      | Uziel Muñoz             | Mexique            | 20,69 m | 20,43 m | 21,22 m | 21,22 m | q     |
| 9    | B      | Chukwuebuka Enekwechi   | Nigeria            | 21,13 m | 21,00 m | x       | 21,13 m | q     |
| 10   | A      | Rajindra Campbell       | Jamaïque           | 21,05 m | x       | x       | 21,05 m | q     |
| 11   | B      | Zane Weir               | Italie             | 20,29 m | 21,00 m | x       | 21,00 m | q     |
| 12   | A      | Marcus Thomsen          | Norvège            | 20,81 m | x       | 20,33 m | 20,81 m | q     |
| 13   | B      | Kyle Blignaut           | Afrique du Sud     | x       | 20,03 m | 20,78 m | 20,78 m |       |
| 14   | A      | Filip Mihaljević        | Croatie            | 20,09 m | 20,04 m | 20,75 m | 20,75 m |       |
| 15   | B      | Mohammed Tolo           | Arabie saoudite    | 20,63 m | x       | 20,65 m | 20,65 m |       |
| 16   | A      | Tsanko Arnaudov         | Portugal           | 20,02 m | 19,80 m | 20,31 m | 20,31 m |       |
| 17   | A      | Bob Bertemes            | Luxembourg         | 20,27 m | x       | x       | 20,27 m |       |
| 18   | B      | Andrei Toader           | Roumanie           | 20,24 m | 20,00 m | 20,10 m | 20,24 m |       |
| 19   | B      | Michał Haratyk          | Pologne            | 19,41 m | 19,87 m | 19,94 m | 19,94 m |       |
| 20   | B      | Mostafa Amr Hassan      | Égypte             | 19,70 m | x       | x       | 19,70 m |       |
| 21   | B      | Scott Lincoln           | Grande-Bretagne    | x       | x       | 19,69 m | 19,69 m |       |
| 22   | B      | Roman Kokoshko          | Ukraine            | x       | 19,36 m | 19,22 m | 19,36 m |       |
| 23   | A      | Nazareno Sasia          | Argentine          | 19,33 m | x       | 19,06 m | 19,33 m |       |
| 24   | B      | Armin Sinančević        | Serbie             | x       | 19,31 m | x       | 19,31 m |       |
| 25   | A      | Mohamed Magdi Hamza     | Égypte             | x       | 19,27 m | x       | 19,27 m |       |
| 26   | A      | Mesud Pezer             | Bosnie-Herzégovine | 19,01 m | 19,03 m | 18,94 m | 19,03 m |       |
| 27   | A      | Eric Favors             | Irlande            | 19,03 m | 18,38 m | 18,86 m | 19,03 m |       |
| 28   | A      | Konrad Bukowiecki       | Pologne            | x       | 18,83 m | 18,34 m | 18,83 m |       |
| 29   | A      | Tejinder Pal Singh Toor | Inde               | 18,05 m | x       | x       | 18,05 m |       |
|      | A      | Welington Morais        | Brésil             | x       | x       | x       | -       | NM    |
|      | B      | Francisco Belo          | Portugal           | x       | x       | x       | -       | NM    |

## Légende
Records et Performances
- AR : Record continental (area record)
- CR : Record des championnats (championship record)
- MR : Record du meeting (meet record)
- NR : Record national (national record)
- OR : Record olympique (olympic record)
- PR : Record paralympique (paralympic record)
- PB : Record personnel (personal best)
- SB : Meilleure performance personnelle de la saison (season's best)
- WL : Meilleure performance mondiale de l'année (world leader)
- WJR : Record du monde junior (world junior record)
- WR : Record du monde (world record)

Circonstances et Conditions
- DNF : N'a pas terminé (did not finish)
- DNS : N'a pas pris le départ (did not start)
- DQ : Disqualification (disqualification)
- NM : Aucun essai valable enregistré (No Mark)
- Q : Qualifié « directement » au prochain tour (ou à la prochaine compétition), lors d'une compétition majeure, grâce au classement ou à la réalisation des minima (automatic qualifier)
- q : Qualifié au prochain tour (ou à la prochaine compétition), lors d'une compétition majeure, grâce au repêchage ou à la réalisation de l'une des meilleures performances parmi celles des « non qualifiés directement » (grâce au meilleur temps ou à la meilleure distance par exemple) (secondary qualifier)